# Silene disticha
Silene disticha är en nejlikväxtart som beskrevs av Carl Ludwig von Willdenow. Silene disticha ingår i släktet glimmar, och familjen nejlikväxter. Inga underarter finns listade i Catalogue of Life.